# Perla carantana
La Perla carantana és una espècie d'insecte plecòpter pertanyent a la família dels pèrlids.

## Etimologia
El seu nom científic fa referència a l'antic ducat eslovè de Carantània, el qual abastava territoris dels actuals estats d'Eslovènia i Àustria.

## Descripció
- Els adults són de color marró fosc amb les ales marronoses i la nervadura marró fosc, les antenes marrons, els palps més pàl·lids i els cercs marró fosc.
- Les ales anteriors dels mascles fan 18 mm de llargària i les de les femelles 25.
- El penis del mascle és indistingible del de Perla burmeisteriana.
- La femella presenta la vagina típica d'aquest gènere i la placa subgenital petita i bilobulada.
- La larva té un patró de coloració similar a la de Perla burmeisteriana.
- L'ou fa 0,51-0,54 mm de llargària i 0,28-0,30 d'amplada.[3]

## Hàbitat
En el seu estadi immadur és aquàtic i viu a l'aigua dolça, mentre que com a adult és terrestre i volador.

## Distribució geogràfica
Es troba a Europa: Eslovènia i Àustria.